# Галкін Павло Миколайович
Павло́ Микола́йович Га́лкін (нар. 28 червня 1932, місто Кисловодськ, тепер Ставропольського краю, Російська Федерація — 18 вересня 2014, місто Запоріжжя) — український радянський діяч, металург, директор Запорізького титано-магнієвого комбінату. Герой Соціалістичної Праці (19.02.1986). Кандидат у члени ЦК КПУ в 1976—1990 роках. Кандидат технічних наук.

## Життєпис
У 1955 році закінчив Північнокавказький гірничо-металургійний інститут імені Серго Орджонікідзе зі спеціальності інженер-металург.
У 1955—1972 роках — змінний майстер, начальник зміни, майстер металургійної дільниці (цех № 1), майстер зміни, старший майстер, заступник начальника цеху, начальник гідрометалургійної дільниці, начальник цеху № 8, головний інженер Дніпровського титано-магнієвого заводу (Запорізького титано-магнієвого комбінату).
Член КПРС з 1960 року.
У 1972—1993 роках — директор Запорізького титано-магнієвого комбінату імені 60-річчя Великої Жовтневої соціалістичної революції Запорізької області.
Працював ректором університету технічного прогресу і економіки, який функціонував на комбінаті. Автор наукових праць у галузі теорії та практики виробництва титанових та напівпровідникових матеріалів (38 статей, 50 винаходів).
З 1993 року — радник генерального директора Запорізького титано-магнієвого комбінату. На пенсії в місті Запоріжжі.

## Нагороди
- Герой Соціалістичної Праці (19.02.1986)
- два ордени Леніна (30.03.1971, 19.02.1986)
- орден Жовтневої Революції (2.03.1981)
- два ордени Знак Пошани (1966, 15.02.1974)
- медалі
- Почесна грамота Президії Верховної Ради Української РСР(25.06.1982)
- заслужений металург Української РСР (1976)